# 페기 도우

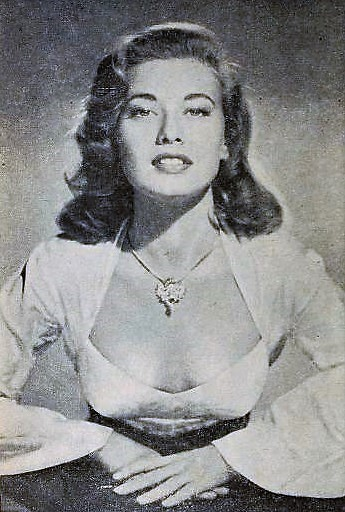

페기 도우(Peggy Dow, 1928년 3월 18일 ~ )는 미국의 배우, 영화배우이다.
미시시피주에서 태어났다.

## 영화
- 당신을 원해요 (1951년)
- 빛나는 승리 (1951년)
- 하비 (1950년)